# Katayama Shosuke
Shosuke Katayama (片山 奨典 Katayama Shosuke, sinh ngày 8 tháng 9 năm 1983 ở Nara) là một cầu thủ bóng đá người Nhật Bản. Hiện tại anh thi đấu cho Roasso Kumamoto.

## Thống kê sự nghiệp câu lạc bộ
Cập nhật đến ngày 23 tháng 2 năm 2017.
| Thành tích câu lạc bộ | Thành tích câu lạc bộ | Thành tích câu lạc bộ | Giải vô địch | Giải vô địch | Cúp                   | Cúp                   | Cúp Liên đoàn | Cúp Liên đoàn | Tổng cộng | Tổng cộng |
| Mùa giải              | Câu lạc bộ            | Giải vô địch          | Số trận      | Bàn thắng    | Số trận               | Bàn thắng             | Số trận       | Bàn thắng     | Số trận   | Bàn thắng |
| Nhật Bản              | Nhật Bản              | Nhật Bản              | Giải vô địch | Giải vô địch | Cúp Hoàng đế Nhật Bản | Cúp Hoàng đế Nhật Bản | J. League Cup | J. League Cup | Tổng cộng | Tổng cộng |
| --------------------- | --------------------- | --------------------- | ------------ | ------------ | --------------------- | --------------------- | ------------- | ------------- | --------- | --------- |
| 2002                  | Kokushikan University | JFL                   | 4            | 0            | 1                     | 0                     | -             | -             | 5         | 0         |
| 2003                  | Kokushikan University | JFL                   | 3            | 0            | -                     | -                     | -             | -             | 3         | 0         |
| 2004                  | Kokushikan University | JFL                   | 5            | 0            | -                     | -                     | -             | -             | 5         | 0         |
| 2006                  | Nagoya Grampus Eight  | J1 League             | 9            | 0            | 0                     | 0                     | 3             | 0             | 12        | 0         |
| 2007                  | Nagoya Grampus Eight  | J1 League             | 15           | 1            | 1                     | 0                     | 5             | 1             | 21        | 2         |
| 2008                  | Nagoya Grampus Eight  | J1 League             | 1            | 0            | 0                     | 0                     | 1             | 0             | 2         | 0         |
| 2009                  | Yokohama FC           | J2 League             | 46           | 0            | 2                     | 0                     | -             | -             | 48        | 0         |
| 2010                  | Yokohama FC           | J2 League             | 7            | 0            | 0                     | 0                     | -             | -             | 7         | 0         |
| 2010                  | Roasso Kumamoto       | J2 League             | 15           | 3            | 2                     | 0                     | -             | -             | 17        | 3         |
| 2011                  | Roasso Kumamoto       | J2 League             | 31           | 1            | 1                     | 0                     | -             | -             | 32        | 1         |
| 2012                  | Roasso Kumamoto       | J2 League             | 40           | 2            | 3                     | 0                     | -             | -             | 43        | 2         |
| 2013                  | Roasso Kumamoto       | J2 League             | 40           | 2            | 1                     | 0                     | -             | -             | 41        | 2         |
| 2014                  | Roasso Kumamoto       | J2 League             | 36           | 1            | 1                     | 0                     | -             | -             | 37        | 1         |
| 2015                  | Roasso Kumamoto       | J2 League             | 11           | 0            | 0                     | 0                     | -             | -             | 11        | 0         |
| 2016                  | Roasso Kumamoto       | J2 League             | 25           | 0            | 1                     | 0                     | -             | -             | 26        | 0         |
| Tổng                  | Tổng                  | Tổng                  | 276          | 10           | 13                    | 0                     | 9             | 1             | 298       | 11        |